# Socorro (New Mexico)
Socorro ist eine Kleinstadt im US-Bundesstaat New Mexico und Sitz der Countyverwaltung (County Seat) des Socorro Countys. Die Stadt selbst hat 8707 Einwohner (Stand: 2020) und ist Sitz des New Mexico Institute of Mining and Technology (NMIMT). 
Die Stadt Socorro liegt am Rio Grande auf einer Höhe von etwa 1500 m, 127 km südlich von Albuquerque, der größten Stadt New Mexicos mit dem nächstgelegenen (internationalen) Flughafen (International Sunport) und 259 km nördlich von El Paso, Texas.
Als Gründungsdatum der Stadt wird 1598 genannt, aber schon vor dieser Zeit existierte das indianische Pueblo of Pilabo.
Die Spanier sind ca. Mitte des 16. Jahrhunderts in diese Gegend gekommen. Gründungsdatum und Name der Stadt (Socorro ist spanisch für Hilfe) werden auf den Spanier Juan de Oñate zurückgeführt, der 1598 mit seiner Expedition zur Kolonisierung der Gegend in dem schon existierenden Pueblo von den Indianern nach einer schweren Strecke durch das südöstlich gelegene Wüstengebiet „Jornada del Muerto“ Hilfe in Form von Nahrungsmitteln und Unterkunft erhalten hatte und das Pueblo daraufhin „Socorro“ benannte.
Bis 1627 wurde eine Spanische Mission errichtet, einschließlich einer inzwischen renovierten und auch heute noch als katholische Kirche dienenden Missionskirche.
Im 18. Jahrhundert siedelten die Spanier etliche Genízaros (Hispanisierte Indianer) an, um den damaligen Grenzraum vor Überfällen nomadisierender Stämme zu schützen.
Die wirtschaftliche Entwicklung begann jedoch im Wesentlichen erst Mitte des 19. Jahrhunderts mit dem Abbau von Silber- und Bleivorkommen in den etwas westlich gelegenen Magdalena Mountains. Socorro erlebte einen wahren Boom und war um 1890 mit 4500 Einwohnern eine der größten Städte in New Mexico.
In diese Zeit fällt auch die Gründung der Universität (1893). Heute ist die Universität (NMIMT, kurz "New Mexico Tech" oder noch kürzer "Tech" genannt) der bestimmende Wirtschaftsfaktor der Stadt. Das NMIMT ist vor allem auf die Ingenieurwissenschaften (Bergbau, Erdölgewinnung), Materialwissenschaften, Physik, insbesondere auch Astrophysik und Geologie ausgerichtet und einschließlich der damit verzahnten Firmen und anderen Einrichtungen, wie Aerojet und das Energetic Materials Research und Testing Center, EMRTC oder das NRAO größter Arbeitgeber in Socorro.

## Persönlichkeiten
- Robert Fortune Sanchez (1934–2012), römisch-katholischer Geistlicher, Erzbischof von Santa Fe